# ألد وليامز
ألد وليامز (بالإنجليزية: Aled Williams)‏ هو لاعب كرة قدم بريطاني، ولد في 14 يونيو 1933 في هوليول ‏ في المملكة المتحدة، وتوفي في 8 ديسمبر 2005 في Rhyl ‏ في المملكة المتحدة. لعب مع نادي بيرنلي ونادي تشستر سيتي ونادي ريل ونادي ستاليبريدج سيلتيك.